# Transluminalna endoskopska operacija
Transluminalna endoskopska operacija je minimalno invazivna procedura u laparoskopskoj hirurgiji koja se obavlja na gotovo potpuno nevidljiv način, jer se umesto kroz male prozore od 3, 5 ili 10 mm na koži, koristi samo jedan otvor (eng. single port laparoscopic surgery)  ili se ulazi u organizam kroz prirodne otvore.
Ova metoda poznata je i pod akronimom NOTES (eng. Natural Orifice Transluminal Endoscopic Surgery).

## Istorija
Koncept ulaska u trbušnu šupljinu kroz prirodne telesne otvore postoji više od sto godina. Prvi pristup koji se koristio bio je transvaginalni, kada je 1901. godine hirurg Dmitri von Ott
u Petrogradu nakon kolpotomije prvi vizualizirao i opisao karlične i trbušne organe. Potom je  Emanuel Klaften 1937. godine opiso tehniku nazvanu kolpolaparoskopija, a Decker i Cherry 1944. godine predstavio kuldoskopiju uz pomoć koje su se izvodili dijagnostički i terapijski zahvati.
Nekada je strategija hirurga bila da naprave što veći rez, kako bi mogli da ima što jasniju situaciju u operacionom polju, a to je dovodilo do brojnik komplikacija. S kraja 20. veka strategija u hirurgiji se menjala, i javlja se trend da se kroz što manje otvore uradi željeni
zahvat. Veliku ulogu u razvoju NOTES-a imali su i endoskopski zahvati u digestivnom traktu, prvo izvođeni rigidnim, a od 1960. godine i fleksibilnim endoskopima. Fleksibilni endoskop je omogućio izvođenje invazivnijih i složenijih zahvata i tako endoskopiju od jednostavne dijagnostičke metode doveo do terapijske endoluminalne intervencije.
Nakon što je sredinom 1980-tih minimalno invazivna hirurgija ušla u svakodnevnu praksu sledi  primena robota, da Vinci - hirurškog sistem kojim se radi operaciju, dok hirurg kontroliše njegov rad  na konzoli u susednoj prostoriji. 
Dalji napredak u terapijskoj endoskopiji i minimalno invazivnoj hirurgija tokom poslednjeg decenija 21. veka doveo je do konvergencije tehnika dostupnih za lečenje niza stanja. Sada je moguće lečiti široku paletu bolesti pomoću složenih laparoskopskih tehnika uključujući kamence u žuči, gastroezofagealnu refluksnu bolest, zapaljenje crvuljka, gojaznost, kolorektalni karcinom, mnoga urološka stanja i složene ginekološke probleme. Paralelno s tim, razvoj višekanalnih, fleksibilnih endoskopa s manipulacijom novim slikama, uključujući uskopojasno snimanje i autofluorescenciju, doveli su do razvoja naprednije terapijske endoskopije poput endoskopske resekcije mukoze i submukozne disekcije. Ove tehnike omogućile su endoskopsko lečenje više bolesti, uključujući rani karcinom, mnogo ranije nego što je to nekada bilo moguće.
Dalji razvoj ovih tehnika 2000-tih dao je mogućnost da se velike intraabdominalne intervencije izvode kroz prirode otvore na telu, bez kožnih ureza primenom kombinacije laparoskopskih i endoskopskih tehnika. Društvo američkih gastrointestinalnih endoskopskih hirurga (SAGES) i Američko društvo gastrointestinalne endoskopije (ASGE) udružili su se 2005. godine kako bi oformili radnu grupu koja je postala poznata kao Konzorcijum za procenu i istraživanja ulaza u organizam kroz prirodne otvore  akronim NOSCAR (Natural Orifice Surgery Consortium for Assessment and Research). Za operaciju koja se izvodi uz pomoć instrumenata koji pristupaju kroz prirodni otvor, Konzorcijum je predložili naziv „transluminalna endoskopska operacija kroz prirodni otvor” (akronim NOTES (natural orifice transluminal endoscopic surgery)).
Rao i Reddy su 2004. prvi put načinili transgastričnu apendektomiju, a Bernhardt je 2007. godine uradio prvu transvaginalnu apendektomiju. Oni su nakon ulaska kroz prirodni otvor, napravili malu inciziju na organu i tako ušli u peritonealnu šupljinu, da bio obavili apendektomiju.
Ubrzo se razvila i hibridna transluminalna endoskopska operacija, koja predstavlja kombinaciju laparoskopske i NOTES procedure, gde se jedan port ubacuje kroz pupak (umbilikus), a drugi kroz
vaginu ili želudac, endoskopski.

## Opšte informacije
Razvoj sigurne i ponovljive tehnike za pristup operativnom polju od suštinskog je značaja za transluminalnu endoskopsku operaciju. Potencijalne prepreke za kliničku primenu transluminalnog endoskopskog zahvata su:
- Pristup u peritonejsku šupljinu
- Zatvaranje incizija na želucu ili crevu
- Sprečavanje infekcije
- Razvoj instrumenata za šivanje

- Razvoj instrumenata za stvaranje anastomoza (bez šivanja)
- Orijentacija u prostoru
- Razvoj multifunkcionalnih platformi za izvođenje zahvata
- Kontrola intraperitonealnog krvarenja
- Kontrola jatrogenih intraperitonealnih komplikacija
- Nepredviđeni fiziološki događaji
- Kompresioni sindromi
- Edukacija i uvežbavanje svih članova operacionog tima.[1][5]
- dobra manipulacija instrumentom.

Trenutno se kao najpovoljniji pristupi za transluminalnu endoskopsku operaciju smatraju, oni kroz:
Želudac, transgastrični pristup — kada se može koristiti modifikovana Seldingerova dilatacija ili perkutana endoskopska gastrostomija (PEG). 
Svod vagine, transvaginalni pristup.
Rektum, transrektalni pristupi, koji se može koristiti, ali još uvek nepouzdan jer zahteva veliku pažnju kako po pitanju pristupa tako i po pitanju zatvaranja.

## Intraperitonealne komplikacije
Većina trenutnog skepticizma prema transluminalnim endoskopskim operacijama (NOTES-u) leži u činjenici da tehnika uzrokuje jatrogene povred s rizikom od trenutnihe ili odloženih komplikacija. Ti rizici uključuju:
- Unos infekciju, koja je prema laboratorijska istraživanjima veliki rizik, ali ipak zahteva potpunu kvantifikaciju.
- Krvarenje, koje nastaje kao posledica vaskularnih povreda tokom pristupa ili postupka. One mogu biti i neprepoznate i teško ih je kontrolisati zbog položaja i orijentacije endoskopa i trenutno dostupne hemostatske tehnologije.
- Visceralne povred i
- Kasne anastomotike veze ili mesta s potencijalno katastrofalnim rezultatima.[6]

Dugotrajne komplikacije, poput stvaranja adhezija, osim dispareunije nakon primene ove metode, moraju se daljim istraživanjima pravilno proceniti.

## Hibridni NOTES zahvati i njihov značaj
Potencijalne prepreke i ograničenja NOTES zahvata razlog su što se u kliničkoj praksi češće izvode hibridni NOTES zahvati. To su zahvati kod kojih se transluminalni NOTES pristup kombinuje sa incizijama na trbušnom zidu kroz koje se uvode laparoskopski instrumenti. Time je omogućena bolja vizualizacija i orijentacija u operacijskom polju, a sigurnost operacionog zahvata je povećana. 
Hibridne NOTES operacije su koraci prema potpunim NOTES zahvatima dok se ne razviju metode kojima će se prevazići trenutna ograniĉenja. 
Najizvođeniji hibridni NOTES zahvat je laparoskopski asistirana transvaginalna holecistektomija.

## Literatura
- Rattner, D.; Kalloo, A.; ASGE/SAGES Working Group (2005). „ASGE/SAGES Working Group on Natural Orifice Translumenal Endoscopic Surgery. October 2005”. Surg Endosc. 20 (2): 329—33. PMID 16402290. doi:10.1007/s00464-005-3006-0.. [PubMed] [Google Scholar]
- Jagannath, S. B.; Kantesovoy, S. V.; Vaughn, C. A.; Chung SSC; Cotton, P. B.;  . (2005). „Per oral transgastric endoscopic ligation of fallopian tubes with long term survival in porcine model”. Gastrointest Endosc. 61 (3): 449—53. PMID 15758923. doi:10.1016/S0016-5107(04)02828-7.. [PubMed] [Google Scholar]
- Wagh, M. S.; Merrifield, B. F.; Thompson CC. (2006). „Survival studies after transgastric oophorectomy and tubectomy in a porcine model.”. Gastrointest Endosc. 63 (3): 473—8. PMID 16500399. doi:10.1016/j.gie.2005.06.045.. [PubMed] [Google Scholar]
- Kantesovoy, S. V.; Hu, B; Jagannath, S. B.; Vaughn, C. A.;  . (2006). „Transgastric endoscopic splenectomy: is it possible?”. Surg Endosc. 20 (3): 522—5. PMID 16432652. doi:10.1007/s00464-005-0263-x.. [PubMed] [Google Scholar]
- Bergström, M.; Ikeda, K.; Swain, P.; Park, P. O. (2006). „Transgastric anastomosis by using flexible endoscopy in a porcine model (With video)”. Gastrointest Endosc. 63 (2): 307—12. PMID 16427940. doi:10.1016/j.gie.2005.09.035.. [PubMed] [Google Scholar]
- Pai, R. D.; Fong, D. G.; Bundga, M. E.; Odze, R. D.; Rattner, D. W.; Thompson, C. C. (2006). „Transcolonic endoscopic cholecystectomy. a NOTES survival study in a porcine model (with video)”. Gastrointest Endosc. 64 (3): 428—34. PMID 16923495. doi:10.1016/j.gie.2006.06.079.
- Bessler M, Stevens PD, Milone L, Parikh M, Fowler D (2007). „Transvaginal laparoscopically assisted endoscopic cholecystectomy: a hybrid approach to natural orifice surgery”. Gastrointest Endosc. 66 (6): 1243—5. PMID 17892873. doi:10.1016/j.gie.2007.08.017.
- Marescaux J, Dallemagne B, Perretta S, Wattiez A, Mutter D, Coumaros D (2007). „Surgery without scars: report of transluminal cholecystectomy in a human being”. Arch Surg. 142 (9): 823—6. PMID 17875836. doi:10.1001/archsurg.142.9.823.. [PubMed]
- Palanivelu C, Rajan PS, Rangarajan M, Parasarathi R, Senthilnathan P, Praveenraj P (2008). „Transumbilical flexible endoscopic cholecystectomy in humans: first feasibility study using a hybrid technique”. Endoscopy. 40 (5): 428—32. PMID 18459078. doi:10.1055/s-2007-995742.
- Cardoso Ramos A, Murakami A, Galvao Neto M, Santana Galvao M, Souza Silva AC;  . (2008). „NOTES transvaginal video assisted cholecystectomy: first series”. Endoscopy. 40 (7): 572—6. PMID 18609450. doi:10.1055/s-2008-1077398.. [PubMed]
- Ryou M, Fong DG, Pai RD, Rattner DW, Thompson CC. (2008). „Transluminal closure for NOTES: an ex vivo study comparing leak pressures of various gastrotomy and colostomy modalities.”. Endoscopy. 40 (5): 432—7. PMID 18404600. doi:10.1055/s-2007-995691.
- Voermans, R. P.; Worm, A. M.; Van Berge Henegouwen, M. I.; Breedveld, P.; Bemelman, W. A.; Fockens, P. (2008). „In vitro comparison and evaluation of seven gastric closure modalities for natural orifice transluminal endoscopic surgery (NOTES)”. Endoscopy. 40 (7): 595—602. PMID 18612946. doi:10.1055/s-2008-1077409.
- Pham, B. V.; Morgan, K; Romagnuolo, J.; Glenn, J; Bazaz, S.; Lawrence C, Hawes R (2008). „Pilot study of adhesion formation following colon perforation and repair in a pig model using transgastric, laparoscopic or open surgical repair”. Endoscopy. 40 (8): 664—70. PMID 18680078. doi:10.1055/s-2008-1077436..

## Spoljašnje veze
|  | Molimo Vas, obratite pažnju na važno upozorenje u vezi sa temama iz oblasti medicine (zdravlja). |